# Sandracottus dejeanii
Sandracottus dejeanii (лат.) — вид жуков из семейства плавунцов.

## Описание
Овальные блестящие жуки длиной тела 12-13 мм. Голова коричневато-жёлтая с широкой чёрной полосой по заднему краю. Бороздки вдоль наличника, точки вдоль глаз и поперечное углубление около глаз отчетливо вдавлены. Усики тонкие коричневато-жёлтые. Пятый членик в 4 раза длиннее своей ширины. Надкрылья с шахматным рисунком из перемежающихся чёрных или тёмно-коричневых и коричневато-жёлтых пятен. Брюшная сторона тёмно-коричневая. Ноги, особенно передние и средние, коричневато-жёлтые, задние ноги ржаво-красные, коричневые или тёмно-коричневые. Отросток переднегруди очень короткий и широкий, только в 1,3 раза длиннее своей ширины, уплощённый и поверхностно скульптурированный. Его задний край широко закруглённый.

## Биология
Обитает в водоёмах различного типа: прудах, мелководных канавах, лесных ручьях, остаточных водоемах в пересыхающих руслах вади. Способен летать и привлекается светом

## Распространение
Встречается в Индии, Непале, Пакистане, Мьянме и крайнем юго-востоке Ирана